# Estrecho Victoria
El estrecho de Victoria (en inglés, Victoria Strait) es un estrecho marino localizado en el archipiélago ártico canadiense. Administrativamente, sus aguas y las costas que bañan pertenecen íntegramente al territorio autónomo de Nunavut,  Canadá

## Geografía
El estrecho de Victoria se encuentra entre la isla Victoria, al oeste, y la isla del Rey Guillermo, al este. Por el norte, el estrecho enlaza con el Larsen Sound (y luego a través de él con el Viscount Melville Sound, rodeando la isla del Príncipe de Gales, bien por el oeste por el canal MClintock  o bien por el este por el estrecho de Franklin y luego el Peel Sound). Por el sur conecta directamente con el golfo de la Reina Maud a través del canal principal y también por el estrecho de Alexandra. El estrecho es amplio, libre de islas en el tramo central, a excepción del grupo de islas de la Royal Geographical Society (458 km²), localizadas en el extremo sur del estrecho, en el límite con el golfo de la Reina Maud.
En la ribera occidental del estrecho, la de la isla Victoria, hay un profundo entrante, la bahía Albert Edward, con un litoral muy dentado por muchos y pequeños fiordos. En su boca están las islas de Taylor y del Almirantazgo. En la margen opuesta, la de la isla del Rey Guillermo, está la bahía Erebus y el Collinson Inlet.
El estrecho de Victoria tiene unos 160 km de largo y de 80 a 130 km de ancho.
El estrecho nunca ha sido explorado hidrográficamente en detalle, ya que hay cartas que indican que hay lugares con una profundidad de nueve metros y se sabe que buques con un calado mayor de nueve metros han navegado por él, aunque la travesía se hace difícil por culpa del hielo. La mayor parte del año, el estrecho está cubierto por una gruesa capa de hielo. Eso se debe a que una gran cantidad de hielo polar desciende por el canal MClintock desde el Viscount Melville Sound. El hielo comienza a romperse a gran escala a finales de julio y continúa hasta finales de septiembre, cuando comienza a helarse de nuevo.

## Historia
Cerca de la entrada del estrecho Victoria, fue donde, en 1848, quedaron atrapados en el hielo los barcos HMS Erebus y HMS Terror que llevaban a bordo a los miembros de la expedición perdida de Franklin.

## Navegación
Debido a los peligros del estrecho, se suele utilizar una ruta más larga en torno a la isla del Rey Guillermo. Esta ruta era más fácil, incluso a pesar de tener una menor profundidad. En 1967, el estrecho Victoria fue atravesado por primera vez por un rompehielos, el John A. Macdonald, cuando se viajó al oeste del Ártico para ayudar a la navegación. Fue cruzado de nuevo por el mismo rompehielos en 1975, y posteriormente en 1976 por el rompehielos CCGS Louis S. St-Laurent y el CCGS JE Bernier.